# Belgische kampioenschappen schaatsen allround
De Belgische kampioenschappen schaatsen allround voor mannen en vrouwen werden in 1997 voor het eerst verreden.
De kampioenschappen in deze schaatsdiscipline is een vrij jong evenement, en niet in ieder jaar wordt er in alle categorieën om een titel gestreden of een volledige vierkamp afgewerkt. Bij een gebrek aan een 400-meterbaan in België worden de kampioenschappen, indien georganiseerd, op een schaatsbaan in Duitsland of Nederland verreden.

## Historische kampioenschappen
| Jaar | Datum          | Plaats                                  | Kamp            | Goud                  | Zilver                       | Brons                         |  |
| ---- | -------------- | --------------------------------------- | --------------- | --------------------- | ---------------------------- | ----------------------------- |  |
| 1904 | 1-01-1904      | Brussel (Pole Nord)                     | 450m            | Léon Coeckelberg      | Henri Daniëls                | ? Galasse                     |  |
| 1906 | 17-03-1906     | Brussel (Pole Nord)                     | 500m            | Gaston Block          | enige deelnemer              | enige deelnemer               |  |
| 1907 | 2-03-1907      | Brussel (Pole Nord)                     | 390m            | Léon Coeckelberg      | Marcel Dupuis                | Henri Daniëls                 |  |
| 1908 | 21-03-1908     | Brussel (Pole Nord)                     | 500m            | Jean Grimard          | Henri Daniëls                | Georges Willain               |  |
| 1911 | 4-03-1911      | Brussel (Pole Nord)                     | 500m            | Marcel Dupuis         | John Harris                  | Georges Van Bellinghen        |  |
| 1912 | 9-04-1912      | Brussel (Palais de Glace Saint-Sauveur) | 500m            | Gaston Van Volxem     | Victor Bouin                 | Henri Daniëls                 |  |
| 1912 | 11-04-1912     | Brussel (Palais de Glace Saint-Sauveur) | 1000m           | Gaston Van Volxem     | Henri Daniëls                | Georges Van Bellinghen        |  |
| 1912 | 13-04-1912     | Brussel (Palais de Glace Saint-Sauveur) | 1500m           | Gaston Van Volxem     | Henri Daniëls                | John Harris                   |  |
| 1912 | 16-04-1912     | Brussel (Palais de Glace Saint-Sauveur) | 5000m           | Gaston Van Volxem     | Henri Daniëls                | Georges Van Bellinghen        |  |
| 1912 | 20-04-1912     | Brussel (Palais de Glace Saint-Sauveur) | 10.000m         | Gaston Van Volxem     | Henri Daniëls                | ? Coen                        |  |
| 1913 | 28-12-2012     | Brussel (Palais de Glace Saint-Sauveur) | 500m            | Gaston Van Volxem     | John Harris                  | Louis Huvenne                 |  |
| 1913 | 27-02-1913     | Brussel (Palais de Glace Saint-Sauveur) | 1000m           | Gaston Van Volxem     | Gaston Devreese              | Léopold Siersaeck             |  |
| 1913 | 12-03-1913     | Brussel (Palais de Glace Saint-Sauveur) | 1500m           | Gaston Van Volxem     | Gaston Devreese              | ? Assenmaeckers ? Navir       |  |
| 1913 | 29-03-1913     | Brussel (Palais de Glace Saint-Sauveur) | 5000m           | Gaston Van Volxem     | Gaston Devreese              | Philippe Van Volckxsom        |  |
| 1913 | 12-04-1913     | Brussel (Palais de Glace Saint-Sauveur) | 10.000m         | Gaston Van Volxem     | Gaston Devreese              | ? Assenmaeckers               |  |
| 1914 | 27-02-1914     | Brussel (Palais de Glace Saint-Sauveur) | 500m            | Gaston Van Volxem     | Georges Willain              | Philippe Van Volckxsom        |  |
| 1914 | 14-03-1914     | Brussel (Palais de Glace Saint-Sauveur) | 1000m           | Gaston Van Volxem     | Henri Daniëls                | Philippe Van Volckxsom        |  |
| 1922 | 10, 11-03-1922 | Antwerpen (Palais de Glace)             | Driekamp        | Louis De Ridder       | enige geklasseerde deelnemer | enige geklasseerde deelnemer  |  |
| 1922 | 11-03-1922     | Antwerpen (Palais de Glace)             | 10.000m         | Louis De Ridder       | enige geklasseerde deelnemer | enige geklasseerde deelnemer  |  |
| 1923 | 7-01-1923      | Antwerpen (Palais de Glace)             | Tweekamp        | Louis De Ridder       | Marcel Moens                 | enige geklasseerde deelnemers |  |
| 1924 | 6,7-01-1924    | Antwerpen (Palais de Glace)             | Kleine-vierkamp | Gaston Van Hazebroeck | Roger Bureau                 | twee deelnemers               |  |
| 1925 | 12, 13-03-1925 | Antwerpen (Palais de Glace)             | Kleine-vierkamp | Roger Bureau          | Gaston Van Hazebroeck        | Louis De Ridder               |  |
| 1926 | 6, 7-03-1926   | Antwerpen (Palais de Glace)             | Kleine-vierkamp | Gaston Van Hazebroeck | Roger Bureau                 | Albert Collon                 |  |
| 1927 | 5, 6-03-1927   | Antwerpen (Palais de Glace)             | Kleine-vierkamp | Gaston Van Hazebroeck | Albert Collon                | Roger Bureau                  |  |
| 1928 | 22-01-1928     | Garmisch-Partenkirchen Riessersee       | 1500m           | Jef Lekens            | enige deelnemer              | enige deelnemer               |  |
| 1929 | 3-03-1929      | Brussel (Lac Square Pr. Charles)        | 500m            | ? Wertz               | ? Van Rompay                 | Louis De Ridder               |  |
| 1936 | 21, 22-03-1936 | Brussel (Palais de Glace Saint-Sauveur) | Driekamp        | André Gregoire        | Roger Bureau                 | James Graeffe                 |  |

## Nationale kampioenschappen allround

### Mannen
De kampioenschappen worden doorgaans verreden over de kleine vierkamp (500, 3000, 1500 en 5000 meter), in het verleden zijn er ook driekampen verreden op één dag om de Belgische titel.
| Jaar | Datum          | Plaats    | Kamp                                 | Goud                                 | Zilver                                       | Brons                                        |   |
| ---- | -------------- | --------- | ------------------------------------ | ------------------------------------ | -------------------------------------------- | -------------------------------------------- | - |
| 1997 | 15, 16-03-1997 | Den Haag  | Driekamp                             | Bart Veldkamp                        | Werner Van Engeland                          | Bart Jansen                                  |   |
| 1998 | 28-03-1998     | Den Haag  | Driekamp                             | Werner Van Engeland                  | Bart Jansen                                  | Mark Monnens                                 |   |
| 1999 | 28-03-1999     | Den Haag  | Driekamp                             | Ferdinand Van Engeland               | Mathieu Vermeulen                            | twee deelnemers                              |   |
| 2000 | 26-02-2000     | Grefrath  | Tweekamp                             | Jean-Luc Ostyn                       | Mathieu Vermeulen                            | Roger Franssen                               |   |
| 2001 | 12, 13-01-2001 | Grefrath  | Kleine-vierkamp                      | Allain Vercamst                      | Bart Jansen                                  | Jean-Luc Ostyn                               |   |
| 2002 | 18, 19-01-2002 | Grefrath  | Nationale kampioenschappen afstanden | Nationale kampioenschappen afstanden | Nationale kampioenschappen afstanden         | Nationale kampioenschappen afstanden         |   |
| 2003 | 17, 18-01-2003 | Grefrath  | Kleine-vierkamp                      | Dimitri Deboel                       | Ferdinand Van Engeland                       | Wim Geerts                                   |   |
| 2004 | 16, 17-01-2004 | Grefrath  | Kleine-vierkamp                      | André Vreugdenhil                    | Gert Goris                                   | Pascal Emmers                                |   |
| 2005 | 22, 23-01-2005 | Breda     | Kleine-vierkamp                      | Kris Schildermans                    | Dimitri Deboel                               | Werner Van Engeland                          |   |
| 2006 | 21, 22-01-2006 | Breda     | Kleine-vierkamp                      | Pascal Emmers                        | Thomas Van Agt                               | twee deelnemers                              |   |
| 2007 | 14, 15-12-2006 | Breda     | Kleine-vierkamp                      | Kris Schildermans                    | Pat Vanroelen                                | Pascal Emmers                                |   |
| 2008 | 15, 16-12-2007 | Breda     | Kleine-vierkamp                      | Kris Schildermans                    | Frank Fiers                                  | Stijn Van Hove                               |   |
| 2009 | 27, 28-12-2008 | Breda     | Kleine-vierkamp                      | Kris Schildermans                    | Frank Fiers                                  | Sven Mallezie                                |   |
| 2010 | 16, 17-01-2010 | Erfurt    | Kleine-vierkamp                      | Kris Schildermans                    | enige deelnemer (bij programma NK Duitsland) | enige deelnemer (bij programma NK Duitsland) | ? |
| 2011 | 18, 19-12-2010 | Eindhoven | Kleine-vierkamp                      | Bart Swings                          | Wannes Van Praet                             | Ferre Spruyt                                 |   |
| 2012 | 10, 11-12-2011 | Eindhoven | Kleine-vierkamp                      | Bart Swings                          | Ferre Spruyt                                 | Wannes Van Praet                             |   |
| 2013 | 22, 23-12-2012 | Eindhoven | Kleine-vierkamp                      | Bart Swings                          | Ferre Spruyt                                 | Wannes Van Praet                             |   |
| 2014 | 21, 22-12-2013 | Eindhoven | Mini-vierkamp                        | Quinten Van De Sande                 | Jonathan Schildermans                        | twee deelnemers                              |   |
| 2015 | 1, 2-11-2014   | Eindhoven | Nationale kampioenschappen afstanden | Nationale kampioenschappen afstanden | Nationale kampioenschappen afstanden         | Nationale kampioenschappen afstanden         |   |
| 2016 | 19, 20-12-2015 | Eindhoven | Nationale kampioenschappen afstanden | Nationale kampioenschappen afstanden | Nationale kampioenschappen afstanden         | Nationale kampioenschappen afstanden         |   |
| 2017 | 14, 15-01-2017 | Eindhoven | Nationale kampioenschappen afstanden | Nationale kampioenschappen afstanden | Nationale kampioenschappen afstanden         | Nationale kampioenschappen afstanden         |   |
| 2018 | 16, 17-12-2017 | Eindhoven | Nationale kampioenschappen afstanden | Nationale kampioenschappen afstanden | Nationale kampioenschappen afstanden         | Nationale kampioenschappen afstanden         |   |
| 2019 | 09, 10-03-2019 | Eindhoven | Driekamp                             | Jonathan Schildermans                | Seppe Lybaert                                | Martijn Proost                               |   |
| 2020 | 18, 19-11-2019 | Inzell    | Nationale kampioenschappen afstanden | Nationale kampioenschappen afstanden | Nationale kampioenschappen afstanden         | Nationale kampioenschappen afstanden         |   |
| 2022 | 19, 20-02-2022 | Tilburg   | Allround                             | Indra Médard                         |                                              |                                              |   |

### Vrouwen
De kampioenschappen worden doorgaans verreden over de minivierkamp (500, 1500, 1000 en 3000 meter), in het verleden zijn er ook driekampen verreden op één dag om de Belgische titel.
| Jaar | Datum          | Plaats    | Kamp                                 | Goud                                             | Zilver                                           | Brons                                            |   |
| ---- | -------------- | --------- | ------------------------------------ | ------------------------------------------------ | ------------------------------------------------ | ------------------------------------------------ | - |
| 1997 | 15, 16-03-1997 | Den Haag  | Driekamp                             | Kristien Meewis                                  | Clara Alen                                       | Daisy Bosmans                                    |   |
| 1998 | 28-03-1998     | Den Haag  | Driekamp                             | Kristien Meewis                                  | Clara Alen                                       | Nathalie Van Engeland                            |   |
| 1999 | 28-03-1999     | Den Haag  | Driekamp                             | Kristien Meewis                                  | Clara Alen                                       | Nathalie Van Engeland                            |   |
|      |                |           |                                      |                                                  |                                                  |                                                  |   |
| 2007 | 15, 16-12-2007 | Breda     | Mini-vierkamp                        | Nele Armée                                       | Linda Rombouts                                   | twee deelneemsters                               |   |
| 2008 | 27, 28-12-2008 | Breda     | Mini-vierkamp                        | Nele Armée (enige deelneemster) reed 2 afstanden | Nele Armée (enige deelneemster) reed 2 afstanden | Nele Armée (enige deelneemster) reed 2 afstanden |   |
|      |                |           |                                      |                                                  |                                                  |                                                  |   |
| 2010 | 16, 17-01-2010 | Erfurt    | Mini-vierkamp                        | Anne Michiels                                    | enige deelneemster (bij programma NK Duitsland)  | enige deelneemster (bij programma NK Duitsland)  | ? |
| 2011 | 18, 19-12-2010 | Eindhoven | Mini-vierkamp                        | Nele Armée                                       | Jelena Peeters                                   | twee deelneemsters                               |   |
| 2012 | 10, 11-12-2011 | Eindhoven | Mini-vierkamp                        | Nele Armée                                       | Jelena Peeters                                   | twee deelneemsters                               |   |
| 2013 | 22, 23-12-2012 | Eindhoven | Mini-vierkamp                        | Jelena Peeters                                   | Hilde Goovaerts                                  | twee deelneemsters                               |   |
| 2014 | 21, 22-12-2013 | Eindhoven | Mini-vierkamp                        | Jelena Peeters                                   | Anne Michiels                                    | twee deelneemsters                               |   |
| 2015 | 1, 2-11-2014   | Eindhoven | Nationale kampioenschappen afstanden | Nationale kampioenschappen afstanden             | Nationale kampioenschappen afstanden             | Nationale kampioenschappen afstanden             |   |
| 2016 | 19, 20-12-2015 | Eindhoven | Nationale kampioenschappen afstanden | Nationale kampioenschappen afstanden             | Nationale kampioenschappen afstanden             | Nationale kampioenschappen afstanden             |   |
| 2017 | 14, 15-01-2017 | Eindhoven | Nationale kampioenschappen afstanden | Nationale kampioenschappen afstanden             | Nationale kampioenschappen afstanden             | Nationale kampioenschappen afstanden             |   |
| 2018 | 16, 17-12-2017 | Eindhoven | Nationale kampioenschappen afstanden | Nationale kampioenschappen afstanden             | Nationale kampioenschappen afstanden             | Nationale kampioenschappen afstanden             |   |
| 2019 | 09, 10-03-2019 | Eindhoven | Driekamp                             | Lotte Jongema                                    | Evy September                                    | twee deelneemsters                               |   |
| 2020 | 18, 19-11-2019 | Inzell    | Nationale kampioenschappen afstanden | Nationale kampioenschappen afstanden             | Nationale kampioenschappen afstanden             | Nationale kampioenschappen afstanden             |   |

### Junioren

#### Jongens
| Jaar | Datum           | Plaats    | Kamp                                 | Goud                                 | Zilver                               | Brons                                |  |
| ---- | --------------- | --------- | ------------------------------------ | ------------------------------------ | ------------------------------------ | ------------------------------------ |  |
| 1999 | 28-03-1999      | Den Haag  | Driekamp                             | Werner Van Engeland                  | Kris Schildermans                    | Jerry Bosmans                        |  |
| 2000 | 26-02-2000      | Grefrath  | Tweekamp                             | Bart Jansen                          | Marc Monnes                          | twee deelnemers                      |  |
| 2001 | 12, 13-01-2001  | Grefrath  | Mini-vierkamp                        | Kris Schildermans                    | Jerry Bosmans                        | Frank Van Endert                     |  |
|      |                 |           |                                      |                                      |                                      |                                      |  |
| 2003 | 17, 18-01-2003  | Grefrath  | Mini-vierkamp                        | Jerry Bosmans                        | Benjamin Willekens                   | Frank Van Endert                     |  |
| 2003 | 17, 18-01-2003  | Grefrath  | Kleine-vierkamp                      | Gert Goris                           | een deelnemer                        | een deelnemer                        |  |
| 2004 | 16, 17-01-2004  | Grefrath  | Mini-vierkamp                        | Patriek Rutten                       | een geklasseerde deelnemer           | een geklasseerde deelnemer           |  |
| 2005 | 22, 23-01-20065 | Breda     | Mini-vierkamp                        | Benjamin Willekens                   | Hans Vermeulen                       | twee deelnemers                      |  |
| 2006 | 21, 22-01-2006  | Breda     | Mini-vierkamp                        | Benjamin Willekens                   | een deelnemer                        | een deelnemer                        |  |
| 2007 | 14, 15-12-2006  | Breda     | Mini-vierkamp                        | Benjamin Willekens                   | Maarten Stembrouck                   | twee geklasseerden                   |  |
| 2008 | 15, 16-12-2007  | Breda     | Mini-vierkamp                        | Benjamin Willekens                   | Quinten Van De Sande                 | Rob Greif                            |  |
| 2009 | 27, 28-12-2008  | Breda     | Mini-vierkamp                        | Wannes Van Praet                     | Quinten Van De Sande                 | twee deelnemers                      |  |
|      |                 |           |                                      |                                      |                                      |                                      |  |
| 2011 | 18, 19-12-2010  | Eindhoven | Mini-vierkamp                        | Quinten Van De Sande                 | Rob Greif                            | twee deelnemers                      |  |
| 2012 | 10, 12-12-2011  | Eindhoven | Kleine-vierkamp                      | Quinten Van De Sande                 | een deelnemer                        | een deelnemer                        |  |
| 2013 | 22, 23-12-2012  | Eindhoven | Mini-vierkamp                        | Quinten Van De Sande                 | Jonathan Schildermans                | Jarno Schellekens                    |  |
|      |                 |           |                                      |                                      |                                      |                                      |  |
| 2015 | 1, 2-11-2014    | Eindhoven | Nationale kampioenschappen afstanden | Nationale kampioenschappen afstanden | Nationale kampioenschappen afstanden | Nationale kampioenschappen afstanden |  |
| 2016 | 19, 20-12-2015  | Eindhoven | Nationale kampioenschappen afstanden | Nationale kampioenschappen afstanden | Nationale kampioenschappen afstanden | Nationale kampioenschappen afstanden |  |
|      |                 |           |                                      |                                      |                                      |                                      |  |
| 2018 | 16, 17-12-2017  | Eindhoven | Nationale kampioenschappen afstanden | Nationale kampioenschappen afstanden | Nationale kampioenschappen afstanden | Nationale kampioenschappen afstanden |  |
| 2019 | 09, 10-03-2019  | Eindhoven | Driekamp                             | Jarno Schellekens                    | Gijs Luijten                         | Jef Mariën                           |  |
| 2020 | 8, 10-11-2019   | Inzell    | Nationale kampioenschappen afstanden | Nationale kampioenschappen afstanden | Nationale kampioenschappen afstanden | Nationale kampioenschappen afstanden |  |

#### Meisjes
| Jaar | Datum          | Plaats    | Kamp                                 | Goud                                 | Zilver                               | Brons                                |  |
| ---- | -------------- | --------- | ------------------------------------ | ------------------------------------ | ------------------------------------ | ------------------------------------ |  |
| 2000 | 26-02-2000     | Grefrath  | Tweekamp                             | Clara Alen                           | Daisy Bosmans                        | Tamara Loos                          |  |
| 2001 | 12, 13-01      | Grefrath  | Mini-vierkamp                        | Nathalie Van Engeland                | Myriem Vermeulen                     | twee deelneemsters                   |  |
|      |                |           |                                      |                                      |                                      |                                      |  |
| 2003 | 17, 18-01-2003 | Grefrath  | Mini-vierkamp                        | Nathalie Van Engeland                | Myriem Vermeulen                     | Eva Geets                            |  |
| 2004 | 16, 17-01-2004 | Grefrath  | Mini-vierkamp                        | Eva Geets                            | een deelneemster                     | een deelneemster                     |  |
|      |                |           |                                      |                                      |                                      |                                      |  |
| 2008 | 15, 16-12-2007 | Breda     | Mini-vierkamp                        | Anne Michiels                        | een deelneemster                     | een deelneemster                     |  |
| 2009 | 27, 28-12-2008 | Breda     | Vierkamp                             | Anne Michiels                        | een deelneemster                     | een deelneemster                     |  |
|      |                |           |                                      |                                      |                                      |                                      |  |
| 2011 | 18, 19-12-2010 | Eindhoven | Mini-vierkamp                        | Anne Michiels                        | een deelneemster                     | een deelneemster                     |  |
| 2012 | 10, 12-12-2011 | Eindhoven | Mini-vierkamp                        | Anne Michiels                        | een deelneemster                     | een deelneemster                     |  |
| 2013 | 22, 23-12-2012 | Eindhoven | Mini-vierkamp                        | Anne Michiels                        | een deelneemster                     | een deelneemster                     |  |
|      |                |           |                                      |                                      |                                      |                                      |  |
| 2015 | 1, 2-11-2014   | Eindhoven | Nationale kampioenschappen afstanden | Nationale kampioenschappen afstanden | Nationale kampioenschappen afstanden | Nationale kampioenschappen afstanden |  |
| 2016 | 19, 20-12-2015 | Eindhoven | Nationale kampioenschappen afstanden | Nationale kampioenschappen afstanden | Nationale kampioenschappen afstanden | Nationale kampioenschappen afstanden |  |
|      |                |           |                                      |                                      |                                      |                                      |  |
| 2018 | 16, 17-12-2017 | Eindhoven | Nationale kampioenschappen afstanden | Nationale kampioenschappen afstanden | Nationale kampioenschappen afstanden | Nationale kampioenschappen afstanden |  |
| 2019 | 09, 10-03-2019 | Eindhoven | Driekamp                             | Elien Schildermans                   | een deelneemster                     | een deelneemster                     |  |
|      |                |           |                                      |                                      |                                      |                                      |  |

## Internationale allround vertegenwoordiging

### Mannen

#### EK Allround
| Jaar | Naam                  | Pos. | Punten  | 500m         | 5000m        | 1500m        | 10.000m       |
| ---- | --------------------- | ---- | ------- | ------------ | ------------ | ------------ | ------------- |
| 1926 | Roger Bureau          | 07e  | 327.270 | 52,4 (8)     | 9.55,0 (8)   | 2.52,4 (8)   | 21.49,4 (7)   |
| 1926 | Gaston Van Hazebroeck | 08e  | 319.290 | 53,2 (9)     | 10.20,8 (9)  | 2.56,8 (9)   | 22.44,2 (8)   |
| 1954 | Robert Laboubée       | 39e  | 154.850 | 46,9 (36)    | 9.24,5 (39)  | 2.34,5 (40)  |               |
| 1954 | Georges Detaille      | 41e  | 159.050 | 48,3 (42)    | 9.47,5 (41)  | 2.36,0 (41)  |               |
| 1966 | François Brueren      | 27e  | 157.233 | 44,1 (17)    | 10.24,0 (29) | 2.32,2 (28)  |               |
| 1971 | Michel Piens          | 33e  | 151.543 | 44,98 (32)   | 9.32,3 (34)  | 2.28,0 (34)  |               |
| 1972 | Michel Piens          | 30e  | 137.979 | 42,53 (27)   | 8.22,66 (30) | 2.15,55 (30) |               |
| 1975 | Gilbert Van Eesbeeck  | 29e  | 143.358 | 45,07 (29)   | 8.37,65 (28) | 2.19,57 (28) |               |
| 1988 | Geert Blanchart       | 30e  | 137.151 | 42,82 (30)   | 8.16,85 (30) | 2.13,94 (30) |               |
| 1996 | Bart Veldkamp         | 04e  | 162.061 | 39,50 (15)   | 6.50,77 (1)  | 1.56,71 (11) | 14.11,63 (1)  |
| 1997 | Bart Veldkamp         | 18e  | 121.635 | 39,99 (24)   | 7.01,45 (15) | 1.58,50 (16) |               |
| 1998 | Bart Veldkamp         | 04e  | 164,923 | 40,36 (16)   | 6.57,74 (2)  | 1.57,75 (9)  | 14.30,79 (1)  |
| 1999 | Bart Veldkamp         | 04e  | 156.203 | 38,53 (14)   | 6.35,43 (2)  | 1.52,92 (13) | 13.29,81 (1)  |
| 2000 | Bart Veldkamp         | 05e  | 155.069 | 37,55 (8)    | 6.33,35 (2)  | 1.51,19 (10) | 13.42,42 (5)  |
| 2001 | Bart Veldkamp         | 0    | 156.224 | 38,50 (22)   | 6.33,65 (1)  | 1.52,27 (6)  | 13.38,72 (1)  |
| 2002 | André Vreugdenhil     | 06e  | 157.563 | 37,15 (3)    | 6.45,32 (12) | 1.53,01 (11) | 14.04,22 (13) |
| 2002 | Bart Veldkamp         | 13e  | 158.626 | 38,96 (25)   | 6.40,12 (3)  | 1.54,94 (25) | 13.46,83 (6)  |
| 2003 | Bart Veldkamp         | 14e  | 158.159 | 39,17 (24)   | 6.39,51 (9)  | 1.53,65 (21) | 13.43,10 (4)  |
| 2004 | Bart Veldkamp         | 13e  | 119.167 | 40,23 (26)   | 6.48,17 (16) | 1.54,36 (21) |               |
| 2004 | André Vreugdenhil     | 19e  | 117.118 | 37,38 (12)   | 6.58,85 (22) | 1.53,56 (17) |               |
| 2005 | Bart Veldkamp         | 12e  | 155.587 | 38,18 (24)   | 6.32,68 (10) | 1.51,64 (20) | 13.38,53 (9)  |
| 2005 | André Vreugdenhil     | 23e  | 116.588 | 37,38 (14)   | 6.55,05 (26) | 1.53,11 (24) |               |
| 2006 | Bart Veldkamp         | 20e  | 115.375 | 38,44 (22)   | 6.35,55 (15) | 1.52,14 (20) |               |
| 2006 | André Vreugdenhil     | 28e  | 119.255 | 37,86 (17)   | 7.05,05 (31) | 1.56,67 (31) |               |
| 2007 | Kris Schildermans     | DQ1  |         | DSQ          | 6.58,42 (26) | 1.57,51 (30) |               |
| 2008 | Kris Schildermans     | 28e  | 119.922 | 40,42 (29)   | 6.50,29 (26) | 1.55,42 (30) |               |
| 2009 | Kris Schildermans     | DQ3  |         | 39,80 (26)   | 6.43,48 (15) | DSQ          |               |
| 2010 | Kris Schildermans     | 27e  | 120.488 | 40,01 (28)   | 6.55,08 (24) | 1.56,91 (28) |               |
| 2011 | Bart Swings           | 19e  | 117.775 | 38,97 (26)   | 6.48,09 (12) | 1.53,99 (9)  |               |
| 2012 | Bart Swings           | 10e  | 160.793 | 38,81 (25)   | 6.43,33 (9)  | 1.56,08 (8)  | 14.19,14 (7)  |
| 2012 | Ferre Spruyt          | 24e  | 121.598 | 39,46 (27)   | 7.01,38 (19) | 2.00,00 (20) |               |
| 2013 | Bart Swings           | 05e  | 150.277 | 37,47 (19)   | 6.19,13 (4)  | 1.46,47 (4)  | 13.08,08 (3)  |
| 2013 | Ferre Spruyt          | 24e  | 133.711 | 55,59 * (26) | 6.41,55 (19) | 1.53,90 (22) |               |
| 2014 | Bart Swings           | 04e  | 150.272 | 36,80 (12)   | 6.20,92 (3)  | 1.46,53 (7)  | 13.17,41 (3)  |
| 2014 | Wannes Van Praet      | 31e  | 080.874 | 38,65 (30)   | 7.02,24 (30) |              |               |
| 2015 | Bart Swings           | 05e  | 151.448 | 37,06 (11)   | 6.26,42 (5)  | 1.47,08 (3)  | 13.21,06 (3)  |
| 2016 | Bart Swings           | 0    | 150.464 | 36,73 (9)    | 6.24,91 (3)  | 1.46,41 (2)  | 13.15,47 (2)  |
| 2017 | Bart Swings           | 0    | 151.293 | 37,33 (15)   | 6.21,80 (5)  | 1.48,02 (5)  | 13.15,54 (3)  |

* = gevallen

#### WK Allround
| Jaar | Naam                 | Pos. | Punten  | 500m       | 5000m        | 1500m        | 10.000m      |
| ---- | -------------------- | ---- | ------- | ---------- | ------------ | ------------ | ------------ |
| 1951 | Robert Laboubée      | 18e  | 152.510 | 46,5 (21)  | 9.22,1 (16)  | 2.29,4 (19)  |              |
| 1951 | Pierre Huylebroeck   | 20e  | 154.803 | 46,4 (19)  | 9.36,7 (20)  | 2.32,2 (22)  |              |
| 1951 | Jean Massez          | 24e  | 159.810 | 46,2 (17)  | 10.07,1 (28) | 2.38,7 (29)  |              |
| 1974 | Gilbert Van Eesbeeck | 32e  | 138.570 | 44,61 (33) | 8.12,67 (32) | 2.14,08 (33) |              |
| 1977 | Alain Moechars       | DQ2  |         | 40,83 (17) | DQ           | 2.13,42 (30) |              |
| 1996 | Bart Veldkamp        | 09e  | 163.855 | 39,36 (24) | 6.51,20 (1)  | 1.59,01 (18) | 14.31,11 (4) |
| 1997 | Bart Veldkamp        | 06e  | 159.209 | 39,61 (26) | 6.43,26 (1)  | 1.54,57 (11) | 13.41,66 (1) |
| 1998 | Bart Veldkamp        | 04e  | 156.129 | 39,02 (27) | 6.34,60 (2)  | 1.51,57 (5)  | 13.29,19 (1) |
| 1999 | Bart Veldkamp        | 05e  | 154.808 | 38,10 (20) | 6.31,45 (7)  | 1.51,46 (18) | 13.28,20 (1) |
| 2000 | Bart Veldkamp        | 04e  | 156.072 | 38,39 (19) | 6.36,78 (3)  | 1.50,90 (7)  | 13.40,77 (2) |
| 2001 | Bart Veldkamp        | 0    | 159.731 | 39,19 (20) | 6.43,69 (1)  | 1.56,89 (12) | 13.44,19 (1) |
| 2002 | Bart Veldkamp        | 09e  | 155.826 | 38,35 (22) | 6.33,30 (4)  | 1.51,91 (19) | 13.36,86 (4) |
| 2005 | Bart Veldkamp        | 11e  | 155.410 | 38,31 (17) | 6.32,83 (8)  | 1.51,85 (17) | 13.30,68 (8) |
| 2012 | Bart Swings          | 09e  | 153.949 | 37,55 (17) | 6.29,62 (11) | 1.48,38 (10) | 13.46,23 (9) |
| 2013 | Bart Swings          | 0    | 149.800 | 36,73 (10) | 6.19,72 (3)  | 1.46,51 (3)  | 13.11,91 (2) |
| 2014 | Bart Swings          | 05e  | 151.519 | 36,88 (12) | 6.26,78 (7)  | 1.46,47 (2)  | 13.29,42 (4) |
| 2015 | Bart Swings          | 04e  | 148.299 | 36,70 (21) | 6.15,42 (5)  | 1.44,18 (3)  | 13.06,62 (3) |
| 2016 | Bart Swings          | DQ2  |         | 36,67 (11) | DQ (val)     | 1.47,47 (5)  |              |
| 2017 | Bart Swings          | 05e  | 150.590 | 36,87 (16) | 6.22,44 (6)  | 1.46,34 (6)  | 13.20,62 (3) |
| 2018 | Bart Swings          | 05e  | 156.266 | 37,96 (14) | 6.39,58 (7)  | 1.50,33 (4)  | 13.51,45 (4) |
| 2019 | Bart Swings          | 12e  | 110.042 | 36,71 (12) | 6.23,46 (13) | 1.44,96 (7)  |              |
| 2020 | Bart Swings          | 10e  | 111.064 | 7,01 (15)  | 6.26,74 (11) | 1.46,14 (6)  |              |

DQ = gediskwalificeerd

### Vrouwen

#### EK Allround
| Jaar | Naam           | Pos. | Punten  | 500m       | 1500m        | 1000m        | 3000m |
| ---- | -------------- | ---- | ------- | ---------- | ------------ | ------------ | ----- |
| 1972 | Linda Rombouts | 33e  | 151.203 | 49,61 (25) | 2.34,39 (24) | 1.40,26 (24) |       |
| Jaar | Naam           | Pos. | Punten  | 500m       | 3000m        | 1500m        | 5000m |
| 2012 | Nele Armée     | 19e  | 132.494 | 43,56 (21) | 4.31,99 (16) | 2.10,81 (15) |       |
| 2013 | Jelena Peeters | 19e  | 125.156 | 41,27 (21) | 4.17,68 (17) | 2.02,82 (19) |       |
| 2014 | Jelena Peeters | 15e  | 122.319 | 40,52 (18) | 4.10,76 (12) | 1.59,12 (14) |       |
| 2015 | Jelena Peeters | 11e  | 125.476 | 41,48 (14) | 4.16,96 (10) | 2.03,51 (12) |       |
| 2017 | Jelena Peeters | 13e  | 125.089 | 41,79 (16) | 4.13,28 (9)  | 2.03,26 (13) |       |

#### WK Allround
| Jaar | Naam           | Pos. | Punten  | 500m       | 1500m        | 1000m        | 3000m |
| ---- | -------------- | ---- | ------- | ---------- | ------------ | ------------ | ----- |
| 1974 | Linda Rombouts | 26e  | 147.467 | 48,51 (21) | 2.31,34 (26) | 1.37,02 (26) |       |
| Jaar | Naam           | Pos. | Punten  | 500m       | 3000m        | 1500m        | 5000m |
| 2014 | Jelena Peeters | 15e  | 123.454 | 41,39 (20) | 4.10,67 (9)  | 2.00,86 (16) |       |
| 2017 | Jelena Peeters | 20e  | 123.814 | 41,27 (21) | 4.12,89 (19) | 2.01,19 (19) |       |
| 2018 | Jelena Peeters | DNF  | -       | 42,36 (21) | 4.36,27 (21) | DNS          |       |

### Junioren

#### Jongens
| Jaar | Naam                 | Pos. | Punten  | 500m       | 3000m        | 1500m        | 5000m |
| ---- | -------------------- | ---- | ------- | ---------- | ------------ | ------------ | ----- |
| 1973 | Gilbert Van Eesbeeck | 30e  | 148.755 | 45,51 (30) | 5.20,81 (31) | 2.29,33 (30) |       |
| 1976 | Alain Moechars       | DQ3  |         | 41,58 (18) | 4.50,91 (36) | DSQ          |       |
| 1977 | Alain Moechars       | 21e  | 134.216 | 41,36 (10) | 4.54,20 (23) | 2.11,47 (19) |       |

#### Meisjes
| Jaar | Naam           | Pos. | Punten  | 500m       | 1500m        | 1000m        | 3000m        |
| ---- | -------------- | ---- | ------- | ---------- | ------------ | ------------ | ------------ |
| 1973 | Linda Rombouts | DQ2  |         | 49,86 (23) | DSQ          | 1.43,69 (16) |              |
| 2007 | Nele Armée     | 23e  | 178.894 | 43,83 (39) | 2.09,05 (16) | 1.26,81 (25) | 4.54,86 (18) |

 Argentinië · 
 België · 
 Bohemen · 
 Canada · 
 China · 
 DDR · 
 Duitsland (mannen) - (vrouwen) · 
 Estland · 
 Finland · 
 Frankrijk · 
 Hongarije · 
 IJsland · 
 Italië · 
 Japan · 
 Kazachstan · 
 Mongolië · 
 Nederland (mannen) - (vrouwen) · 
 Nieuw-Zeeland ·
 Noorwegen (mannen) - (vrouwen) · 
 Oekraïne · 
 Oostenrijk · 
 Polen · 
 Roemenië · 
 Rusland · 
 Tsjechië · 
 Verenigde Staten · 
 Wit-Rusland · 
 Zuid-Korea · 
 Zweden · 
 Zwitserland
American football · Atletiek (indoor · outdoor · 10 km · 1/2 marathon · marathon · veldlopen · meerkamp) · Autosport (rally) · Badminton · Basketbal (heren · dames) · Baseball · Beachvolleybal · Biljart (driebanden) · Dammen · Futsal · Gymnastiek (acro · trampoline) · Handbal (heren · dames) · Hockey (heren · dames) · IJshockey · Korfbal (zaal · veld) · Krachtbal · Kunstschaatsen · Motorcross (trial · zijspan) · Schaatsen · Schaken · Snooker · Squah · Strandvoetbal · Triatlon (sprint · middenafstand · olympische afstand · mixed relay · ploegen · cross) · Voetbal (heren · dames) · Waterskiën (racing) · Volleybal (heren · dames) · Wielrennen (tijdrijden · weg · piste · gravel · veld · mountainbike · BMX) · Zaalhockey (heren · dames) · Zaalvoetbal